# Basilides (patrício)
Basilides (em grego: Βασιλίδης) foi um oficial bizantino do século VI, ativo durante o reinado do imperador Justiniano (r. 527–565). Ele foi um dos membros da comissão responsável pela formulação do Código de Justiniano.

## Biografia

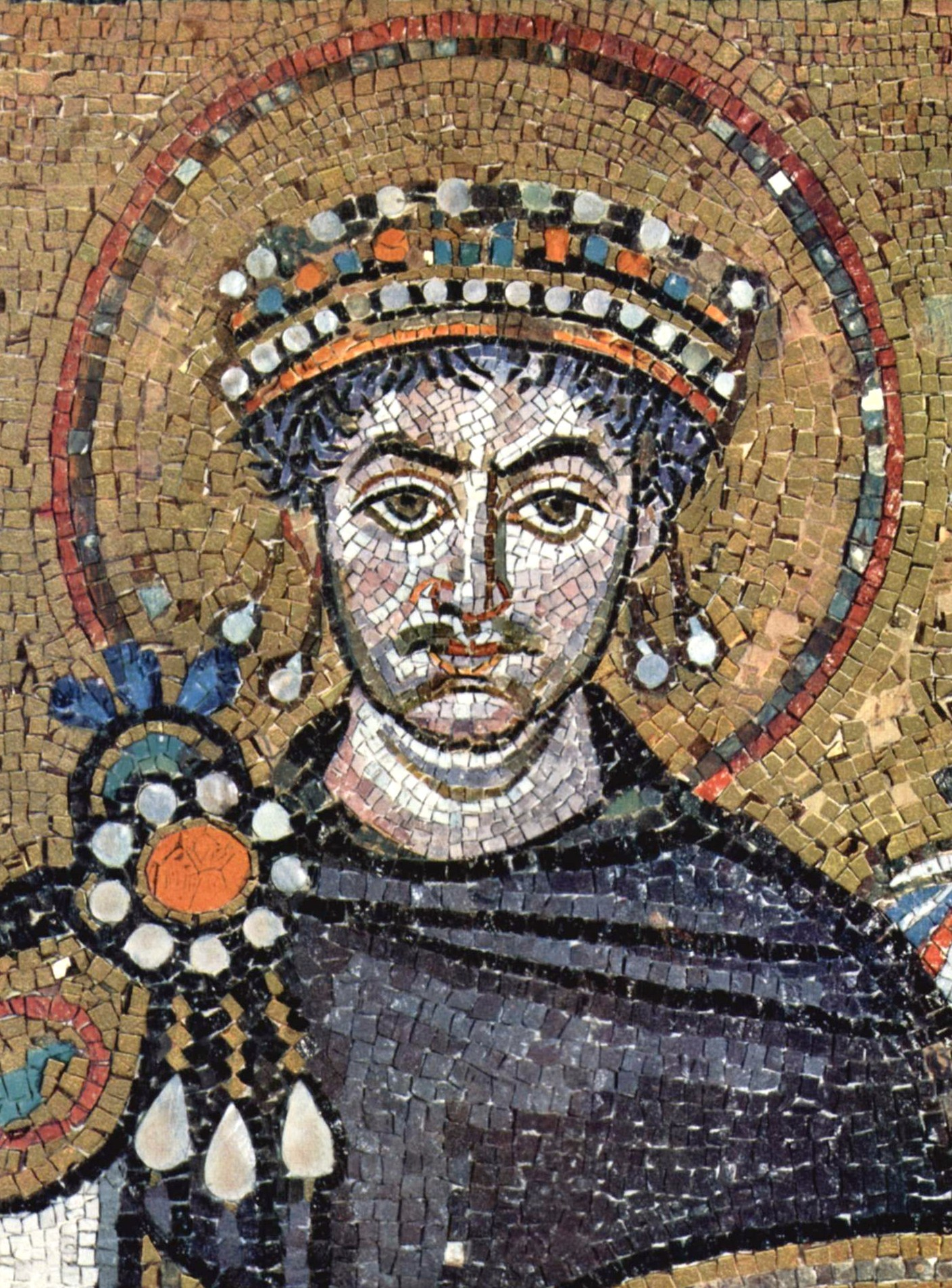
Justiniano em detalhe dum mosaico da Basílica de São Vital

As origens de Basilides são incertas. Apareceu pela primeira vez em 13 de fevereiro de 528, quando entrou na comissão destinada à preparação do Código de Justiniano, na qual serviu sob Triboniano. O trabalho da comissão foi concluído em 529. Apesar dela ser a primeira menção cronológica, o texto de sua nomeação menciona-o como já sendo homem excelentíssimo, antigo prefeito pretoriano do Oriente e patrício. O seu título de prefeito pretoriano foi sugerido como honorífico, com autores modernos achando estranho que poderia ter servido nesta alta posição antes da manter escritórios menores. Em 7 de abril de 529, textos oficiais mencionam Basilides servindo como prefeito pretoriano da Ilíria, um posto inferior ao prefeito pretoriano do Oriente. Uma passagem da "Antologia Grega" menciona um "Basílio", que serviu como prefeito pretoriano da Ilíria e cuja estátua supostamente estava em cima do portão oeste de Salonica. Cyril Mango sugere que este "Basílio" foi na verdade Basilides.
Em janeiro de 532, a Crônica Pascoal identificou-o como vice-mestre dos ofícios, em substituição de Hermógenes que havia ido ao Oriente para lutar na Guerra Ibérica contra o Império Sassânida, porém foi logo substituído por Estratégio. Durante a Revolta de Nica, serviu com Constancíolo e Mundo como emissários de Justiniano às multidões rebeladas. Em parte, tentaram acalmar os revoltosos e, em parte, tentaram compreender suas causas. O relatório ao imperador colocou a culpa da insurreição nos impopulares ministros financeiros João da Capadócia, Triboniano e Eudemão, levando à demissão deles. Ele substituiu Triboniano como questor do palácio sagrado, a autoridade legal sênior no Império Bizantino. Foi aparentemente considerado mais "aceitável pelas pessoas". Logo depois, contudo, juntou-se a Mundo no ataque do Hipódromo de Constantinopla que esmagou a revolta.
Basilides provavelmente manteve sua posição como questor por alguns anos no máximo, pois Triboniano foi reinstalado no final de 534 ou começo de 535. Uma narrativa posterior sobre a construção de Santa Sofia afirmou de Basilides ajudou a levantar o dinheiro e material para o projeto de construção. Contudo, a narrativa envolve vários milagres e é considerada não confiável. O real papel dele no projeto, se algum, permanece incerto. A próxima menção a ele registrou-o como mestre dos ofícios. Seu mandato durou de 18 de março de 536 a 22 de novembro de 539. Foi também cônsul honorário à época. João do Éfeso registrou que papa Agapito I (r. 535–536), visitando Constantinopla, enviou um mestre e os excubitores contra Zoras, um adepto do monofisismo. Já que os eventos são datados em março de 536, o mestre de nome desconhecido foi provavelmente Basilides. Em 539, o imperador substituiu-o por Pedro, o Patrício. Nada é conhecido de Basilides após os anos 530. A Pátria de Constantinopla do final do século X registra que o local de seu palácio em Constantinopla ainda era conhecida pelo nome Basilides, séculos após sua morte.